# Pumpuang Duangjan
Pumpuang Duangjan, en thai: พุ่มพวง ดวงจันทร์ (Hankha, 4 d'agost de 1961 - Phitsanulok, 13 de juny de 1992), va ser una cantant i actriu tailandesa.
El seu primer senzill, "Nak Rong Baan Nok", "Lok Khong Pueng", "Som Tam", "Nad Phop Na Ampher", "Uue Hue Loe Jang", "Noo Mai Roo", "Hang Noi Toi Nid", "Anijja Tinger", "Kho Hai Ruai".

## Discografia

### Àlbum d'estudi
- Nak Rong Baan Nok (นักร้องบ้านนอก)
- Noo Mai Roo (หนูไม่เอา)
- Kho Hai Ruai (ขอให้รวย)
- Som Tam (ส้มตำ)
- Nad Phop Na Ampoer (นัดพบหน้าอำเภอ)
- Take Ka Tan Phook Bo (ตั๊กแตนผูกโบว์)
- Anitja Tinger (อนิจจาทิงเจอร์)
- Aai Saang Neon (อายแสงนีออน)

## Filmografia

### Drama televisiu
- Nang Sao Yi Sai (นางสาวยี่สาย)

### Pel·lícules
- 1984 – Chee (ชี)
- 1984 – Nang Sao Ka Thi Sod (นางสาวกะทิสด)
- 1984 – Khoe Thot Tee Thee Rak (ขอโทษที ที่รัก)
- 1984 – Jong Ang Pangad (จงอางผงาด)
- 1985 – Thee Rak Ter Yoo Nai (ที่รัก เธออยู่ไหน)
- 1986 – Mue Puen Khon Mai (มือปืนคนใหม่)
- 1987 – Sanae Nak Rong (เสน่ห์นักร้อง)
- 1987 – Chaloey Rak (เชลยรัก)
- 1987 – Pleng Rak Phleng Puen (เพลงรัก เพลงปืน)
- 1988 – Phet Payak Rat (เพชรพยัคฆราช)